# 덤프 애널라이저
덤프 애널라이저(dump analyzer)는 기계 판독 코어 덤프를 이해할 때 사용되는 프로그래밍 도구이다.
GNU 유틸리티인 strings, file, objdump, readelf 그리고 gdb 모두 코어 파일을 들여다볼 때 사용될 수 있다.
Introspector는 컴파일로를 위하 코어 덤프 분석기이다.